# SERPENT
SERPENT（サーペント）は、日本の兵庫県神戸市で結成された、メロディックデスメタルバンド。

## 略歴
1993年に前身であるバンド、Awakeが結成される。サウンドホリックからデビューする時のメンバーの1人であるKeija(Ds、Key)（当時は荊蛇と名乗っていた）が参加していた。1994年に、バンド名をSERPENTに改名。メンバーチェンジを繰り返したあと、2000年1月30日に解散する。この時期は、現在のメロディックデスメタルではないスタイルで活動を行っていた。
イン・フレイムスを聴いたKeijaによって、メロディックデスメタルスタイルの音楽を演奏するバンドとして、2002年にKeijaとAki(G)によって再結成され活動を再開。その後、Hiro(Ba)がサポートメンバーを経て正式加入。そのほかのメンバーとして、Yasu (Vo)、Takeshi(G)が加入。2003年に1stデモCD『BLOODY GATES』と2ndデモCD『SERPENT』を製作。製作後、YasuとTakeshiが脱退する。1stデモCD『BLOOD GATES』はその時の音源のまま同年中にリリースされた。それから、Hiroki(G)が加入し、サポートメンバーとしてKenが加入する。2ndデモCD『SERPENT』のボーカルパートとTakeshiのギターパートをKenとHirokiのものに差し替えて、2004年に2ndデモCD『SERPENT』をリリース。また、『SERPENT』の差し替えボーカルパートのレコーディング後、2003年にKenが正式に加入した。更に、2004年に3rdデモCD『LUNAR ECLIPSE』を製作した。その後、Akiが脱退し、4人体制になる。
2005年に、1stアルバム『CRADLE OF INSANITY』をサウンドホリックからリリースしデビューを飾る。その後はメンバーの怪我などで思うように活動できないでいたが、2008年に2ndアルバム『xGODx』をリリースした。しかし、同年11月29日のライヴをもって、KeijaとHirokiが脱退した。後任は据えず、KenとHiroの2名で活動を続けていく模様で、2010年春頃には3rdアルバムをリリースする予定であった。しかし、この3rdアルバムリリースは、サウンドホリックの解散によって白紙となってしまった。
その後、公式ウェブサイトも閉鎖され活動の音沙汰がなかったが、元メンバーのKeijaが中心のVeiled in ScarletにKenが参加する際、所属バンドの記述には元を示すex-が付記されており、活動を終了していることが示唆されている。
2020年にKenとKeijaによるプロジェクト『GRAVE TO THE HOPE』が結成された。。

## メンバー
- Ken - ボーカル （2003年 - 2010年）
- Hiro - ベース （2002年 - 2010年）

### 旧メンバー
- Keija - ドラム・キーボード （1994年 - 2000年、2002年 - 2008年）

Veiled in Scarletで活動。
- Hiroki - ギター （2003年 - 2008年）

Veiled in Scarletで活動。
- Aki - ギター （1994年 - 2000年、2002年 - 2004年）
- Yasu - ボーカル (2002年 - 2003年)
- Takeshi - ギター (2002年 - 2003年)

## ディスコグラフィ

### アルバム
- 2005年 CRADLE OF INSANITY
- 2008年 xGODx

### デモ
- 2003年 BLOODY OF GATES
- 2004年 SERPENT
- 2004年 LUNAR ECLIPSE

### 参加作品
- 2006年 PLEASURE of DESTRUCTION